# Andries Nieman
Andries Christiaan „Dries“ Nieman (* 12. August 1927 in Bloemfontein; † 13. August 2009 in Postmasburg) war ein südafrikanischer Boxer. Er gewann 1952 eine olympische Bronzemedaille im Schwergewicht.

## Olympisches Resultat
- Vorrunde: Freilos
- Achtelfinale: Punktesieg (3:0) gegen Edgar Gorgas, Deutschland
- Viertelfinale: K.-o.-Sieg (1. Runde) gegen Algirdas Šocikas, Sowjetunion
- Halbfinale: K.-o.-Niederlage (2. Runde) gegen Ed Sanders, USA